# Ministry of Defence (Neuseeland)
Das Ministry of Defence, in Maori Manatū Kaupapa Waonga, ist ein Ministerium und Public Service Department (Behörde des öffentlichen Dienstes) in Neuseeland, das für die New Zealand Defence Force und deren Ausstattung zuständig ist.

## Ziele und Aufgaben
Das Ministerium hat die Aufgabe:
- Die Regierung in Sachen Landesverteidigung zu beraten und Ziele zu definieren,
- Geräte und Ausrüstung für die Verteidigung anzuschaffen,
- mit der Industrie in Sachen Rüstung und Ausrüstung der Armee zusammenzuarbeiten,
- Soldaten mit dem für sie nötigen Equipment auszustatten,
- Ziele für humanitäre Einsätze zu definieren und die Armee entsprechend dafür auszustatten,
- einen Defence Capability Plan (Plan zur Verteidigungsfähigkeit) zu entwickeln und weiter fortzuschreiben.[2]